# Panicaut vivipare
Eryngium viviparum
Espèce
Classification phylogénétique
Statut de conservation UICN

 EN B2ab(i,ii,iii,iv,v) : En danger
Le panicaut vivipare (Eryngium viviparum) est une espèce de plantes à fleurs de la famille des Apiaceae. C'est une plante herbacée rare en France, localisée aux mares temporaires atlantiques du Morbihan (secteur de Sainte-Anne-d'Auray et Erdeven, massif dunaire de Gâvres-Quiberon). Autrefois connu d'une quinzaine de stations, la plante n'existe désormais plus que dans une station protégée.
La gestion de ce site se fait notamment par pâturage conservatoire, qui maintient à la fois le milieu à un stade pionnier et favorise la dissémination de l'espèce.

## Répartition et habitat
Cette espèce est présente en France et en Espagne. En France, elle occupe un site d'un km² seulement, dans le Morbihan en Bretagne. En Espagne, on la trouve en Galice et en Castille-et-León. L'espèce a également été présente au Portugal où elle est aujourd'hui éteinte.
Cette plante colonise les sols inondés en hiver et secs en été. On la trouve notamment dans les prairies humides, où poussent des Molinia. Elle est également présente dans les eaux stagnantes oligotrophiques des plaines sablonneuses avec des Littorelletalia uniflorae. En Bretagne, elle pousse sur un sol granitique et acide avec un pH d'environ 6,5.